# Milan Donie
Milan Donie, né le 3 janvier 2005 à Courtrai, est un coureur cycliste belge.

## Biographie
Milan Donie est né à Courtrai dans une famille de coureurs cyclistes. Son oncle Wim Van Huffel a évolué au niveau professionnel durant les années 2000. Il a aussi deux cousins, Birger Donie et Matteo Van Huffel, qui pratiquent ce sport en compétition. Durant son enfance, Milan se consacre d'abord à la natation et au football. Il se lance finalement dans le cyclisme en 2020, alors qu'il est âgé de quinze ans,.
Son année 2022 est marquée par une grave chute lors d'Aubel-Thimister-Stavelot. Victime d'un caillot sanguin au cerveau, il est plongé dans le coma durant deux jours. Il parvient néanmoins à se rétablir, et intègre la structure junior d'AG2R Citroën en 2023. Bon grimpeur, il se distingue en terminant troisième de Liège-Bastogne-Liège juniors et de la Classique des Alpes juniors, ou encore neuvième du Tour du Valromey. Il représente par ailleurs son pays aux championnats d'Europe juniors. En cours de saison, il change d'équipe et s'engage avec le Crabbé Toitures-CC Chevigny. 
En 2024, il est transféré dans la réserve de la formation World Tour Lotto Dstny. Il effectue sa reprise au mois de février sur le Tour du Rwanda, où il se classe neuvième d'un contre-la-montre en côte. Début mai, il finit septième de la Ronde de l'Isard. Il s'impose ensuite sur la Flèche ardennaise.

## Palmarès
- 2022
  - 3e de la Route d'Éole
- 2023
  - 3e de Liège-Bastogne-Liège juniors
  - 3e de la Classique des Alpes juniors
- 2024
  - Flèche ardennaise